# IC 305
IC 305 је елиптична галаксија у сазвјежђу Персеј која се налази на листи објеката дубоког неба у Индекс каталогу.
Деклинација објекта је + 37° 51' 38" а ректасцензија 3h 15m 3,7s. Привидна величина (магнитуда) објекта IC 305 износи 14,5 а фотографска магнитуда 15,5. IC 305 је још познат и под ознакама MCG 6-8-6, CGCG 525-12, NPM1G +37.0120, PGC 12083.